# Michele Amari (1803-1877)
Michele Amari (Palermo, 22 giugno 1803 – Palermo, 7 gennaio 1877) è stato un politico e patriota italiano.

## Biografia
Conte di Sant'Adriano, fu dapprima decurione di Palermo e successivamente intendente a Messina. Nel 1848 fu deputato al parlamento siciliano e rivestì la carica di ministro delle finanze del governo rivoluzionario. Dopo il ritorno nel 1849 dei Borbone andò in esilio a Genova da dove nel 1860 supportò l'impresa dei Mille e fu nominato da Giuseppe Garibaldi Incaricato d'affari del governo provvisorio di Sicilia presso la corte a Torino di re Vittorio Emanuele II.
Fu Segretario di stato alle finanze e poi all'Istruzione pubblica nella Luogotenenza generale del re per la Sicilia (8 gennaio -21 aprile 1861).
Nel febbraio 1861 fu nominato senatore del Regno d'Italia insediandosi nel giugno successivo. Fu prefetto di Modena (1861-1862), Livorno (1863-1866) e Como (1866-1867). Fu infine consigliere della Corte dei Conti.
Morto a Palermo nel 1877, è sepolto presso il cimitero dei Cappuccini.